# Solaris (film 2002)
Solaris è un film drammatico a tema fantascientifico del 2002 diretto da Steven Soderbergh. Secondo adattamento cinematografico del celebre romanzo omonimo dello scrittore polacco Stanisław Lem.
Soderbergh ha definito il film come un nuovo adattamento del romanzo, senza intenzione di realizzare un remake del film sovietico del 1972 Solaris di Andrej Tarkovskij. Tuttavia la pellicola statunitense riprende ed enfatizza diverse scene, oltre che le ambientazioni rimaneggiate in versione hollywoodiana ma sempre con riferimenti al film di Andrej Tarkovskij e narrative del cineasta russo.

## Trama
Lo psicanalista Chris Kelvin riceve un messaggio da un suo collega ed amico, proveniente da una piattaforma orbitante, il pianeta Solaris, in un altro sistema planetario, che sospettando l'accadimento di eventi inspiegabili, decide di inviarlo in missione per indagare. A bordo della stazione vi sono state delle morti violente e il pianeta ha la capacità di materializzare proiezioni dell'inconscio umano sotto forma di individui che vivono nei ricordi. Kelvin si trova al cospetto di sua moglie Rheya morta suicida, trovandosi nella difficoltà di liberarsi dalla sua presenza che sa essere non umana.

## Differenze con il romanzo
Alcuni dei temi più cari all'autore polacco (quelli del ricordo e dell'emozione) sono analizzati attraverso la storia d'amore dei due protagonisti: il dottor Chris Kelvin, inviato in missione di soccorso presso una stazione spaziale orbitante attorno al lontano pianeta Solaris e sua moglie Rheya (ricreata dall'oceano pensante che ricopre il pianeta) che si era suicidata sulla Terra un anno prima.
La pellicola di Soderbergh lascia, tuttavia, quasi completamente sullo sfondo la figura dell'oceano vivente: un complesso organismo così totalmente alieno da rendere vano ogni tentativo di comunicazione da parte umana, ma che è in grado di esprimersi attraverso la materializzazione dei pensieri degli esploratori mettendoli a confronto con i loro ricordi più dolorosi e repressi. Sono quindi assenti nel film i temi — centrali nel romanzo di Lem — dei limiti della ragione umana, e della difficoltà di comunicazione e comprensione dell'uomo verso esseri completamente differenti ma, prima ancora, verso se stesso; una scelta — quella di Soderbergh — che venne criticata dallo stesso Lem.

## Produzione
Il budget del film è stato di circa 47 milioni di dollari.

### Cast
Originariamente il regista Soderbergh voleva Daniel Day-Lewis nel ruolo del protagonista Chris Kelvin, ma Day-Lewis, che era già occupato con Gangs of New York di Martin Scorsese, dovette rifiutare la parte. Dal momento che George Clooney era già stato socio di Soderbergh (i due avevano già formato la Section Eight Productions insieme nel 2000), quest'ultimo decise di mandare a Clooney una copia della sceneggiatura del film. Un mese dopo Soderbergh ricevette una lettera in cui l'attore dichiarava di essere disponibile al ruolo.
Poiché sia Soderbergh che Clooney erano impegnati in Ocean's Eleven, il film entrò in produzione solo durante la metà del 2002.

### Riprese
Le riprese sono iniziate il 5 maggio 2002 nel centro di Los Angeles.

## Accoglienza
Il film ha incassato 14.973,382 di dollari al botteghino nel Nord America e 15.029,376 dollari nel resto del mondo, per un guadagno complessivo di soli 30,002,758 di dollari (a fronte di un budget di 47 milioni). Clooney ha dichiarato che i trailer e gli spot non avevano niente a che fare con il film.
Il film ha comunque ricevuto recensioni positive da parte della critica: se la rivista britannica Time Out ha perfino definito il film superiore alla pellicola del '72, il sito Rotten Tomatoes riconosce un indice di gradimento tra le recensioni dei critici del 66% (mentre il film di Tarkovskij ha raggiunto il 96%).
Roger Ebert ha dato un voto di 3½ su 4.

## Distribuzione
Il film fu distribuito dalla 20th Century Fox nelle sale statunitensi a partire dal 29 novembre 2002. In Italia, invece, fu distribuito il 28 marzo 2003.

### Edizione Italiana
La direzione del doppiaggio è di Marco Mete, il quale ha curato i dialoghi italiani, per conto della Sefit-CDC. La sonorizzazione, invece, venne affidata alla International Recording spa.

## Riconoscimenti
- 2002 - Satellite Award
  - Nomination Miglior suono

## Curiosità
- Oltre a svolgere i ruoli di regista e sceneggiatore, Soderbergh ha agito anche come direttore della fotografia e montatore del film, entrambi accreditati sotto pseudonimo.
- Il nome Rheya è l'anagramma di Harey, come nominata nel romanzo di Lem.